# (30947) 1994 JW
1994 جاي دابليو (ويعرف أيضًا باسم (30947) 1994 جاي دابليو وفق تسمية الكوكب الصغير) (بالإنجليزية: 1994 JW)‏ هو كويكب ضمن حزام الكويكبات؛ وترتيبه 30947 من حيث الاكتشاف.
اكتُشف هذا الجُرم الفلكي بواسطة اليانور إف. هيلين في 4 مايو 1994.

## وصلات خارجية
- (30947) 1994 JW في قاعدة بيانات مختبر الدفع النفاث لأجرام النظام الشمسي الصغيرة

- الاكتشاف · مخطط المدار ·  العناصر المدارية · المعلمات المادية

- (30947) 1994 JW على موقع ويكي سكاي: DSS2, SDSS, GALEX, IRAS, Hydrogen α, X-Ray, Astrophoto, Sky Map, Articles and images